# Wilhelm Kraus
Wilhelm Kraus (* 27. Oktober 1900 in Haibach; † 21. Juli 1978 in Wien) war ein österreichischer Historiker. Er war Direktor des Kriegsarchivs in Wien.

## Leben
Kraus wurde 1900 als Sohn eines aus dem böhmischen Raum stammenden Gendarmeriepostenkommandanten in Oberösterreich geboren. Nach der Volksschul- und Gymnasialzeit in Gmunden studierte er Geschichte und Germanistik an den Universitäten Innsbruck und Wien. Von 1923 bis 1925 absolvierte er den 34. Ausbildungskurs am Institut für Österreichische Geschichtsforschung in Wien. 1927 wurde er über „Die Geschichte des kirchlichen Zehents in Österreich von den Anfängen bis ins 13. Jahrhundert“ zum Dr. phil. promoviert.
Bereits 1922 wurde er Bibliothekar beim Wiener Volksbildungsverein. 1926 wurde er dann Leiter der Ludo-Hartmann-Bücherei im 16. Wiener Gemeindebezirk Ottakring. 1927 wurde er Archivar der Fürsten zu Windisch-Graetz in Tachau (Westböhmen) und 1929 als Unterstaatsarchivar beim Haus-, Hof- und Staatsarchiv in Wien. 1931 wurde er Beamter und 1936 Staatsarchivar II. Klasse. Er war zunächst im Referat Hofarchive tätig. Von 1942 bis 1945 war er stellvertretender Leiter des Reichsarchivs Troppau.
1948 kam er als Archivar an die Abteilung Hofkammer- und Finanzarchiv des Österreichischen Staatsarchivs; dort wurde er 1949 Staatsarchivar II. Klasse. 1950 wechselte er in die Abteilung Kriegsarchiv, deren Direktor er 1957 wurde. Zuvor wurde er zum Oberstaatsarchivar (1955) befördert. 1965 trat der Wirkliche Hofrat (1962) in den Ruhestand.
Kraus war zweimal verheiratet und Vater von drei Kindern. Er wurde auf dem Döblinger Friedhof beigesetzt.